# Stenostephanus crenulatus
Stenostephanus crenulatus là một loài thực vật có hoa trong họ Ô rô. Loài này được (Britton ex Rusby) Wassh. miêu tả khoa học đầu tiên năm 1999.